# Bolt Arena
Bolt Arena (ранее Finnair Stadium, Sonera Stadium и Telia 5G Arena) — футбольный стадион, расположенный в Така-Тёёлё, Хельсинки.  Строительство было завершено в 2000 году. С августа 2010 года до апреля 2017 года после подписания спонсорского соглашения с компанией TeliaSonera стадион носил название «Сонера», до этого носил название Finnair Stadium, в связи с соглашением с авиакомпанией Finnair. Также известен как Тёёлё (фин. Töölön jalkapallostadion), по названию района Хельсинки (Тёёлё), в котором расположен.
Стадион открыт в 2000 году. Вместимость стадиона — 10 770 зрителей. В июле 2006 года был постелен новый искусственный газон.
Стадион является домашней ареной футбольного клуба ХИК. Несколько раз на стадионе проводились товарищеские матчи сборной Финляндии по футболу. Также проводился финальный матч чемпионата мира среди игроков до 17 лет в 2003 году.
В 2009 году на стадионе проводились некоторые матчи чемпионата Европы по футболу среди женщин, ради чего искусственный газон был заменён на травяной.

## Характеристики стадиона
- Размер поля: 105 x 68 метров (рекомендовано УЕФА).
- Прожекторное освещение: 1500 люкс.
- Вместимость — 10 770 зрителей. Все места находятся под крышей.
- Основная трибуна имеет подогрев.
- Имеется система подогрева под искусственным газоном.